# Complexo de Lançamento Yoshinobu
Complexo de Lançamento Yoshinobu ( LC-Y ) é um complexo de lançamento de foguetes no Centro Espacial Tanegashima na ilha de Tanegashima . O local e o conjunto das suas instalações foram construídos originalmente  para o veículo lançador H-II e posteriormente utilizados para lançamentos H-IIA, H-IIB e H3. O lançamento inaugural foi feito a 3 de Fevereiro de 1994.
O Complexo de Lançamentos Yoshinobu consiste em duas plataformas de lançamento . Yoshinobu é a plataforma de lançamento mais a norte em Tanegashima e junto com o agora inativo Complexo de Lançamento de Osaki, é usado para lançamentos orbitais.  Contém uma bancada de testes para testes dos motores LE-7 que são utilizados no primeiro estágio do H-II e derivados. Antes do lançamento, os foguetes são posicionados verticalmente no prédio de montagem de veículos. O foguete é depois transportado para a plataforma de lançamento numa plataforma móvel, cerca de doze horas antes do lançamento programado. Demora cerca de trinta minutos para transportar o foguete do prédio de montagem até a plataforma 1.